# 金西 (作曲家)
金西（1935年—），男，江苏宝应人，中国作曲家，曾任中国音乐家协会理事，山东省文学艺术界联合会副主席。